# Nicole El Karoui
Pour les articles homonymes, voir El Karoui.
Nicole El Karoui, née Schvartz le 29 mai 1944 à Paris, est une mathématicienne française, professeure émérite et pionnière de l'essor des mathématiques financières.  

## Biographie

### Jeunesse et études
Originaire de Nancy, Nicole El Karoui est la fille d'un ingénieur centralien et la petite-fille, du côté maternel, d'un pasteur. Mariée à un universitaire tunisien, elle est la mère de cinq enfants, parmi lesquels Hakim El Karoui.
Ancienne élève de l'École normale supérieure de jeunes filles (promotion 1964 Sciences), elle soutient en 1971 une thèse de doctorat d'État en mathématiques.

### Parcours dans l'enseignement
Elle commence par enseigner à l'université du Mans, puis à l'École normale supérieure de Fontenay-Saint-Cloud. En 1988, elle prend une année sabbatique pendant laquelle elle effectue un stage de six mois à la Compagnie bancaire, une filiale de BNP Paribas, suivi d'un autre à la Caisse des Dépôts, où elle travaille sur l'élaboration des taux d'intérêt.
Elle enseigne à l'université Pierre-et-Marie-Curie (Paris VI), où elle cofonde en 1990 l'option Finance dans le DEA de probabilité, ainsi qu'à l'École polytechnique (au département de mathématiques appliquées dont elle était vice-présidente). 
Nicole El Karoui est ensuite responsable avec Marc Yor et Gilles Pagès d'une formation de haut niveau en mathématiques financières à l'université Paris VI au sein du master de probabilités et finance — en cohabilitation avec l'École polytechnique —, qui forme environ 100 élèves par an.
En tant que spécialiste des probabilités, elle travaille sur la modélisation de l'incertain appliquée à la finance. 
Elle est considérée comme étant l'une des pionnières du développement des mathématiques financières depuis la fin des années 1980.

## Distinctions
- Officière de la Légion d'honneur (décret du 1er janvier 2019)[9]. Elle est chevalière de l'ordre de la Légion d'honneur par décret du 14 avril 2006[10].

## Publications
- Compactification et balayage de processus droits, Paris, Société mathématique de France, coll. « Astérisque », 1975
- Promenade aléatoire : chaînes de Markov et simulations ; martingales et stratégies (avec Michel Benaïm), Paris, École polytechnique, 2005
- Leçons de mathématiques d'aujourd'hui (collectif), Paris, Cassini, 2007
- Financial Mathematics (collectif), Berlin, Springer-Verlag, 2008
- Les Outils stochastiques des marchés financiers : une visite guidée de Einstein à Black-Scholes (avec Emmanuel Gobet), Paris, École polytechnique, 2011
- Stochastic Filtering at Saint-Flour (avec  Étienne Pardoux), Berlin, Springer-Verlag, 2012